# DJ F.R.A.N.K.
DJ F.R.A.N.K. of DJ F.R.A.N.K, artiestennaam van Frank Van Herwegen (Schoten, 10 december 1970), is een Belgisch dj en producer. Hij is onder meer bekend als dj en producer van Summer jam 2003 van The Underdog Project. Hij is ook bekend onder de artiestennamen Natural Born Grooves en Frank Ti-Aya'.
Van Herwegen begon als dj op zestienjarige leeftijd. In 1995 begon hij een eigen platenwinkel. Grote bekendheid verwierf hij met The Underdog Project, waar hij remixer werd in 2000. Het lied Summer jam 2003 werd in 2003 een grote hit in meerdere landen. Met Discotex! (Yah!) scoorde hij in Vlaanderen nog een tweede nummer 1-hit.
Hij was verder dj in de Carré in Willebroek en The Villa in Antwerpen. Ook werd hij dj van het radioprogramma BNL Dance op de Vlaamse zender BNL.
Sinds 2022 heeft hij een wekelijkse dj-show op Qmusic en draait hij op de Q-Party.

## Discografie
| Single met hitnotering(en) in de Vlaamse Ultratop 50 | Datum van verschijnen | Datum van binnenkomst | Hoogste positie | Aantal weken | Opmerkingen                             |
| ---------------------------------------------------- | --------------------- | --------------------- | --------------- | ------------ | --------------------------------------- |
| The Yodel Anthem                                     | 1998                  | 20-02-1999            | 36              | 9            | Da Rick feat. Jumpers United            |
| Story                                                | 1999                  | 29-01-2000            | Tip: 4          |              |                                         |
| Summer Jam 2003                                      | 2003                  | 07-06-2003            | 1               | 21           | The Underdog Project vs. Sunclub        |
| In Da Club                                           | 2005                  | 05-03-2005            | 13              | 13           | Cüva feat. DJ F.R.A.N.K.                |
| Anybody Out There?                                   | 2005                  | 02-07-2005            | 25              | 3            | Cüva feat. DJ F.R.A.N.K.                |
| My Arms Keep Missing You                             | 2006                  | 22-04-2006            | 15              | 10           | Danzel vs. DJ F.R.A.N.K.                |
| One Love, World Love                                 | 2006                  | 14-10-2006            | 12              | 14           | Frank Ti-Aya feat. Yardi Don            |
| Unity                                                | 2007                  | 28-04-2007            | 42              | 3            | Frank Ti-Aya feat. Yardi Don            |
| Candy On The Dancefloor                              | 2007                  | 04-08-2007            | Tip: 22         |              | Natural Born Grooves                    |
| You Spin Me Round (Like A Record)                    | 2007                  | 18-08-2007            | 32              | 7            | Danzel                                  |
| It's Da Music                                        | 2008                  | 10-05-2008            | Tip: 24         |              | Frank Ti-Aya feat. Yardi Don            |
| Love Don't Come Easy                                 | 2009                  | 29-08-2009            | 19              | 8            | Sil                                     |
| Bad Bad Baby                                         | 2009                  | 26-09-2009            | 34              | 3            | Natural Born Grooves feat. Thea Austin  |
| Missing 2010                                         | 2010                  | 27-03-2010            | Tip: 21         |              |                                         |
| Discotex! (Yah!)                                     | 2010                  | 08-01-2011            | 1               | 19           |                                         |
| Put The Light On The Lady                            | 2011                  | 09-07-2011            | 16              | 9            | DJ F.R.A.N.K feat. Michael Houston      |
| It's Like That!                                      | 2011                  | 19-11-2011            | 36              | 3            |                                         |
| Blu Sky Holiday                                      | 2012                  | 07-07-2012            | 46              | 2            | DJ F.R.A.N.K feat. Craig Smart          |
| Yes You Run!                                         | 2013                  | 19-01-2013            | 24              | 9            | DJ F.R.A.N.K. feat. Miss Autumn Leaves  |
| Burning It Up                                        | 2013                  | 15-06-2013            | 26              | 5            | DJ F.R.A.N.K. feat. Craig Smart & Tom-E |
| From The Left To The Right                           | 2013                  | 20-07-2013            | 36              | 3            |                                         |
| Good Life                                            | 2014                  | 24-05-2014            | Tip: 47         |              | DJ F.R.A.N.K feat. Craig Smart          |
| Alles kaputt                                         | 2014                  | 12-07-2014            | Tip: 83         |              |                                         |
| Salvation                                            | 2014                  | 27-12-2014            | 35              | 6            | DJ F.R.A.N.K & Jessy                    |
| When You Walk In                                     | 2016                  | 13-02-2016            | Tip             |              | DJ F.R.A.N.K feat. Yannick Bovy         |
| We Are Belgium                                       | 2016                  | 04-06-2016            | Tip             |              |                                         |
| Viking Clap (Hú)                                     | 2016                  | 23-07-2016            | Tip             |              |                                         |
| Don't Lose Me Till Tomorrow                          | 2016                  | 15-10-2016            | Tip             |              | DJ F.R.A.N.K feat. Craig Smart          |
| Vieze vuile dinges                                   | 2017                  | 08-07-2017            | Tip             |              | DJ F.R.A.N.K feat. Pest One             |
| Mission For Love                                     | 2017                  | 04-11-2017            | Tip             |              | DJ F.R.A.N.K feat. Danzel               |
| A Thousand Miles                                     | 2018                  | 10-11-2018            | Tip             |              | DJ F.R.A.N.K feat. Nynde                |
| Candy On The Dancefloor                              | 2019                  | 02-03-2019            | Tip             |              | Tujamo                                  |
| The One And Only                                     | 2019                  | 30-11-2019            | Tip             |              | DJ F.R.A.N.K vs. Sir-G                  |
| No Time 2 Waste 2021                                 | 2021                  | 15-05-2021            | Tip             |              | DJ F.R.A.N.K & T-Spoon                  |